# Тешилово (Московская область)
Тешилово — деревня в Сергиево-Посадском районе Московской области России, входит в состав городского поселения Хотьково.

## Население
| 1859 | 1886 | 1890 | 1899 | 1926 | 2002 | 2006 | 2010 |
| ---- | ---- | ---- | ---- | ---- | ---- | ---- | ---- |
| 107  | ↗110 | ↗131 | ↘63  | ↗174 | ↘13  | ↗18  | ↘11  |

## География
Деревня Тешилово расположена на севере Московской области, в юго-западной части Сергиево-Посадского района, примерно в 41 км к северу от Московской кольцевой автодороги, 18 км к западу от железнодорожной станции Сергиев Посад, по правому берегу безымянного притока реки Вори бассейна Клязьмы, на старых картах именуемого Рондушкой.
В 13 км юго-восточнее деревни проходит Ярославское шоссе М8, в 12 км к югу — Московское малое кольцо А107, в 19 км к северо-востоку — Московское большое кольцо А108, в 20 км к западу — Дмитровское шоссе А104. В 5 км севернее деревни — пути Большого кольца Московской железной дороги, в 8 км восточнее — пути Ярославского направления Московской железной дороги.
Ближайшие населённые пункты — деревни Васьково и Уголки.
К деревне приписано четыре садоводческих товарищества (СНТ).

## История
Село Тешилово упоминается в писцовых книгах Приказа Большого Дворца 1631—1633 годов:

село Покровское, Тѣшилово тожъ, на рѣчкѣ Рандобожѣ, а въ немъ церковь Покрова Пресвятыя Богородицы древяна клѣтцки, ветха… въ началѣ XVII ст. находилось Московскаго уѣзда, въ Радонежскомъ стану и Бѣляхъ, въ дворцовомъ вѣдомствѣ.
В 1690 году по именному указу великого государя было пожаловано в вотчину стольнику Кириллу Алексеевичу Нарышкину. В переписных книгах 1704 года в селе значатся две Покровские церкви — каменная и деревянная, — двор вотчинников, конюшенный и скотный дворы, а также 12 крестьянских дворов.
После смерти кравчего К. А. Нарышкина селом в 1754 году владел его сын.
В «Списке населённых мест» 1862 года — владельческое село 1-го стана Дмитровского уезда Московской губернии по левую сторону Дмитровского тракта (из Сергиевского посада в Дмитров), в 22 верстах от уездного города и 18 верстах от становой квартиры, при прудах, с 18 дворами, православной церковью, богадельней и 107 жителями (47 мужчин, 60 женщин).
По данным на 1890 год — село Митинской волости 1-го стана Дмитровского уезда с 131 жителем.
В 1913 году — 25 дворов и земское училище.
По материалам Всесоюзной переписи населения 1926 года — центр Тешиловского сельсовета Хотьковской волости Сергиевского уезда Московской губернии в 13,9 км от Ярославского шоссе и 9,6 км от станции Хотьково Северной железной дороги, проживало 174 жителя (83 мужчины, 91 женщина), насчитывалось 29 хозяйств (26 крестьянских).
С 1929 года — населённый пункт Московской области в составе:
- Тешиловского сельсовета Сергиевского района (1929—1930)[17],
- Тешиловского сельсовета Загорского района (1930—1954)[18][19],
- Ахтырского сельсовета Загорского района (1954—1959)[19],
- Митинского сельсовета Загорского района (1959—1963, 1965—1991)[20][21],
- Митинского сельсовета Мытищинского укрупнённого сельского района (1963—1965)[20],
- Митинского сельсовета Сергиево-Посадского района (1991—1994)[21],
- Митинского сельского округа Сергиево-Посадского района (1994—2006)[22],
- городского поселения Хотьково Сергиево-Посадского района (2006 — н. в.)[23][24].

Каменная ярусная Покровская церковь с лепестковым основанием и Петропавловсим приделом в южном притворе являлась одним из лучших в Подмосковье памятников московского барокко. В 1930-х годах храм был закрыт, в 1949 году взорван, а руины разобраны на кирпич.